# Камила Морон
Камила Ребека Морон (енгл. Camila Rebeca Morrone; Лос Анђелес, 16. јун 1997) је америчка манекенка и глумица.  Дебитовала је у филму Џејмса Франка Буковски, а затим се појавила у филмовима Death Wish и Never Goin' Back, оба премијерно приказана на Санденс Филм Фестивалу у јануару 2018. године.

## Биографија
Морон је рођенa у Лос Анђелесу, у Калифорнији, од аргентинских глумаца Максима Морона и Луциле Полак (уметничко име Лусила Сола). Преселили су се у Лос Анђелес непосредно пре рођења ћерке и развели се 2006. Мороне је завршила средњу школу у Беверли Хилсу 2015. Њена бака по мајци је аргентинско-британски патолог Јулија Полак. Њена мајка је Словенка са очеве стране.

## Каријера

### Моделинг
Каријеру је започела као модел. Појавила се на насловној страни турског издања часописа Вог из 2016. године. На писти је дебитовала као модел за Москино летњу колекцију 2017.

### Глума
Морон је дебитовала у филму Џејмса Франка Буковски из 2013. године. Године 2018. вратила се глуми у акционом филму death Wish, и играла је заједно у редитељском дебију Аугустина Фрицела Never Goin' Back . Касније је филм премијерно приказан на Санденс филмском фестивалу 2018. године, а објавио га је А24 . Након што је добила улогу у филму Daisy Jones & The Six, Морон се определила да своју каријеру фокусира на глуму, а не на моделинг.
18. октобра 2019. Мороне је добила награду Звезда у успону на Међународном филмском фестивалу у Сан Дијегу.

## Лични живот
Морон је била у вези са глумцем Леонардом Дикаприом. пет година. до 2022. године.

## Улоге

### Филм
| Година | Наслов              | Улога        | Белешка         |
| ------ | ------------------- | ------------ | --------------- |
| 2013   | Bukowski            | Глумица      |                 |
| 2018   | Never Goin' Back    | Џеси         |                 |
| 2018   | Death Wish          | Џордан Керси |                 |
| 2019   | Mickey and the Bear | Мики Пек     |                 |
| 2020   | Valley Girl         | Руби Ричмен  |                 |
| TBA    | Gonzo Girl          | Али Русо     | пост продукција |
| TBA    | Marmalade           | непознато    | пост продукција |

### Телевизија
| Година | Наслов                | Улога      | Издавач            | Белешка                   |
| ------ | --------------------- | ---------- | ------------------ | ------------------------- |
| 2016   | Love Advent           | Саму себе  |                    | 1 епизода                 |
| 2023   | Daisy Jones & The Six | Камила Дун | Amazon Prime Video | мини серија, главна улога |

## Награде и номинације
| Награда                                   | Година | Категорија      | Номиновани рад | Резултат |
| ----------------------------------------- | ------ | --------------- | -------------- | -------- |
| Међународни филмски фестивал у Сан Дијегу | 2019   | Звезда у успону |                |          |